# Inauguration of the Pleasure Dome
Inauguration of the Pleasure Dome es un cortometraje estadounidense del cineasta Kenneth Anger, rodado en diciembre de 1953 y estrenado en 1954.

## Descripción
Anger creó otras dos versiones de esta película en 1966 y a finales de la década de 1970. Según él, el filme toma el nombre de cúpula del placer del atmosférico poema Kubla Khan de Samuel Taylor Coleridge (1816). Anger tomó inspiración para realizar la película tras asistir a una fiesta de Halloween llamada Come as your Madness. Con el paso de los años, se ha convertido en un filme de culto.
La producción refleja el profundo interés de Anger por el Thelema, la filosofía de Aleister Crowley y sus seguidores, como indica el papel de Marjorie Cameron como La Mujer Escarlata (un honorífico que Crowley concedía a algunas de sus importantes compañeras mágicas). El concepto de Crowley de una fiesta ritual de máscaras en la que los asistentes se visten de dioses y diosas también sirvió como inspiración directa.

## Reparto
- Samson De Brier es Shiva, Osiris, Nerón, Alessandro Cagliostro y Aleister Crowley
- Marjorie Cameron es La Mujer Escarlata y Kali
- Joan Whitney es Afrodita
- Katy Kadell es Isis
- Renate Druks es Lilit
- Anaïs Nin es Astarté
- Curtis Harrington es Cesare
- Kenneth Anger es Hécate
- Paul Mathison as Pan
- Peter Loomer as Ganimedes